# Last Call at Maud's
Last Call at Maud's es una película documental estadounidense de 1993 dirigida por Paris Poirier. La película explora la historia de la cultura lésbica desde la década de 1940 hasta los años 1990 mientras registra la última noche de Maud's, un bar lésbico de San Francisco que cerró sus puertas en 1989 después de 23 años de funcionamiento.
El documental combina imágenes antiguas con entrevistas con la propietaria de Maud, Rikki Streicher, sus empleados y patrocinadores, entre quienes se encontraban Judy Grahn, Sally Gearhart o Del Martin y Phyllis Lyon.
Last Call at Maud's se mostró como un proyecto en curso en el Frameline Film Festival el 24 de junio de 1992. La película se estrenó mundialmente en San Francisco en el Teatro Castro el 5 de febrero de 1993; y fue proyectada en el Festival Internacional de Cine de Berlín de 1993 en la sección Panorama.